# Our Prayer
Our Prayer è un brano musicale corale a cappella incluso nell'album 20/20 del gruppo musicale statunitense The Beach Boys, pubblicato dalla Capitol Records nel febbraio 1969. Il brano era stato inizialmente composto da Brian Wilson per il progetto Smile che avrebbe dovuto vedere la luce nel 1967 come seguito di Pet Sounds. A causa della cancellazione dello stesso, venne poi rielaborato dagli altri membri del gruppo senza il coinvolgimento di Wilson. Come artista solista, Wilson ri-registrò il brano per l'inclusione nel suo album Brian Wilson Presents Smile del 2004, sua personale versione di Smile, in medley con lo standard doo-wop Gee del 1953. Infine, nel 2011 la versione originale di Our Prayer dei Beach Boys è stata pubblicata all'interno del cofanetto antologico The Smile Sessions,
A proposito del brano, i professori John Covach e Graeme M. Boone hanno scritto: "Uno squisito esercizio di virtuosità armonica, Our Prayer ha permesso ai Beach Boys di mostrare ancora una volta le loro capacità vocali e le influenze stilistiche dimostrate in precedenza in canzoni come Their Hearts Were Full of Spring".

## Il brano
L'ho insegnato loro a pezzi, come faccio di solito. La purezza della fusione delle voci ha fatto sentire spirituali gli ascoltatori. Ero decisamente appassionato di musica gospel rock.»
(Brian Wilson, 1969 circa)
Senza alcun testo, il pezzo eseguito a cappella avrebbe dovuto essere incluso come traccia d'apertura dell'album Smile. Come spiegato dallo storico dei Beach Boys Peter Reum: «Brian voleva che Our Prayer fosse il primo pezzo del disco, un'invocazione spirituale per Smile. Il titolo potrebbe essere un riferimento al brano pop tradizionale My Prayer del 1939, scritto da Georges Boulanger e Jimmy Kennedy. Discutendo di Our Prayer, il giornalista musicale Paul Williams dichiarò:
(Paul Williams, 1993)
Wilson doveva incidere rapidamente Our Prayer e finire la traccia il più presto possibile in modo da potersi concentrare sulla registrazione dell'altro materiale di Smile, la cui uscita era stata programmata per il gennaio 1967, come promesso alla Capitol Records. Tuttavia, Smile venne abbandonato e la traccia rimase inutilizzata per diversi mesi. Il brano fu infine pubblicato insieme a Cabinessence, altro brano di Smile, nel loro album del 1969 20/20, anche se con alcune sovraincisioni vocali aggiunte senza il benestare di Brian. La traccia vocale principale fu registrata alla fine del 1966, mentre le voci aggiuntive furono registrate due anni dopo nei Capitol Records Studios.

## Esecuzioni dal vivo
I Beach Boys non eseguirono il pezzo dal vivo fino al loro 50th anniversary Reunion Tour; durante il concerto del 24 giugno 2012, Our Prayer fu eseguita come introduzione di Heroes and Villains.

## Formazione
The Beach Boys
- Al Jardine – voce
- Mike Love – voce
- Brian Wilson – voce
- Carl Wilson – voce
- Dennis Wilson – voce[5]

## Cover
- 2001 – An All-Star Tribute to Brian Wilson
- 2011 – Salyu, s(o)un(d)beams+ (come Our Prayer ~ Heroes and Villains)

## Campionamenti
- 2013 – Odesza, Keep Her Close, My Friends Never Die